# Aynor
Aynor é uma cidade  localizada no estado norte-americano de Carolina do Sul, no Condado de Horry.

## Demografia
Segundo o censo norte-americano de 2000, a sua população era de 587 habitantes. 
Em 2006, foi estimada uma população de 581, um decréscimo de 6 (-1.0%).

## Geografia
De acordo com o United States Census Bureau tem uma área de 
2,9 km², dos quais 2,9 km² cobertos por terra e 0,0 km² cobertos por água.

## Localidades na vizinhança
O diagrama seguinte representa as localidades num raio de 32 km ao redor de Aynor. 